# Habitatge al carrer Soldevila, 13 (Tremp)
L'Habitatge al carrer Soldevila, 13 és un edifici de Tremp (Pallars Jussà) protegit com a Bé Cultural d'Interès Local.

## Descripció
Es tracta d'un edifici entre mitgeres, situat al centre del nucli urbà de Tremp. Compta amb quatre nivells d'alçat, planta baixa i tres pisos, en la façana principal que dona al carrer Soldevila. En la façana principal es poden identificar elements arquitectònics de diferents èpoques, com és la portalada d'accés, en forma d'arc escarser adovellat i motllurat, datable del segle xvii. Els balcons amb baranes de ferro treballades remeten a una època posterior. La barana del primer pis es presenta alguns motius de reminiscències medievals, com pot ser el trifori, i en la barana del segon pis trobem una decoració de caràcter geomètrica. El darrer pis, diferenciat en material, és de factura contemporània i destaca la triple arcada.

## Història
Les úniques referències documentals relatives a aquest habitatge es poden assimilar a la normativa constructiva de finals del XIX, que va permetre terraplenar el fossat del recinte emmurallat i que justifica la construcció de la terrassa posterior, podent-se estendre així a les construccions del Passeig del Vall.